# Reinhold Benedek
Reinhold Benedek (* 1. Dezember 1929 in Tauchen; † 28. Mai 2020 in Leoben) war ein österreichischer Kommunalpolitiker (SPÖ). Von 1985 bis 1994 war er Bürgermeister der Stadtgemeinde Leoben.

## Biographie
Reinhold Benedek wurde in einer kleinen südburgenländischen Ortschaft geboren. Nach einer kriegsbedingten Unterbrechung seiner Schulbildung absolvierte er 1949 die Matura und arbeitete anschließend drei Jahre im Bergbau. Nach Absolvieren einer pädagogischen Ausbildung unterrichtete er ab 1951 an der damaligen Knabenvolksschule in Leoben, welche er von 1966 bis 1989 leitete. Zwischen 1960 und 1979 unterrichtete er außerdem an der Lehranstalt für wirtschaftliche Frauenberufe. Als Lehrervertreter für Volksschulen war er Mitglied des Bezirksschulrates und des Schulausschusses der Stadt Leoben.
Benedeks kommunalpolitisches Engagement begann mit seinem Einzug in den Gemeinderat im Jahr 1970. Ab 1975 gehörte er als Stadtrat der Stadtregierung an. Von 1975 bis 1977 war sein Zuständigkeitsbereich die Kultur, von 1977 bis 1985 die städtischen Finanzen. Am 1. Oktober 1985 übernahm er in Nachfolge von Leopold Posch das Amt des Bürgermeisters, welches er bis zum 29. Juni 1994 innehaben sollte. Sein Nachfolger wurde Matthias Konrad. Parallel war er unter anderem Ortsobmann und stellvertretender Bezirksobmann der SPÖ. Unter Benedeks Bürgermeisterschaft wurden zahlreiche längerfristig bedeutende Projekte realisiert. Unter anderem wurde das Kongresszentrum im Alten Rathaus eingerichtet, das Technologie Transfer Zentrum (TTZ) gegründet, der Bauernmarkt am Kirchplatz begründet, das städtische Gaswerk verlegt und ausgebaut, das städtische Zentralbetriebsgebäude neu errichtet, in der Innenstadt die erste Fußgängerzone eingerichtet, die Erzherzog-Johann-Brücke gebaut, der Stadtpark mit dem Eggenwald’schen Gartenhaus erweitert und die Sportanlage Tivoli modernisiert. Gemeinsam mit der Montanuniversität Leoben beförderte er das Zustandekommen der Städtepartnerschaft mit dem ostchinesischen Xuzhou.
Für seine Verdienste um Kommunalpolitik und Sozialdemokratie wurde Benedek mit der Viktor-Adler-Plakette sowie dem Großen Goldenen Ehrenzeichen des Landes Steiermark ausgezeichnet. Die Montanuniversität Leoben ernannte ihn 1990 zu ihrem Ehrenbürger, 1994 wurde er zum Ehrenringträger sowie Ehrenbürger der Stadt Leoben ernannt. Durch seine pädagogische Tätigkeit erwarb er sich den Titel Oberstudienrat. Reinhold Benedek war verheiratet und hatte zwei Söhne. Seine Ehefrau Elfriede war ebenfalls Lehrerin und Schulrätin und starb am 6. Juli 2025 im Alter von 93 Jahren.